# Kurt Overhoff

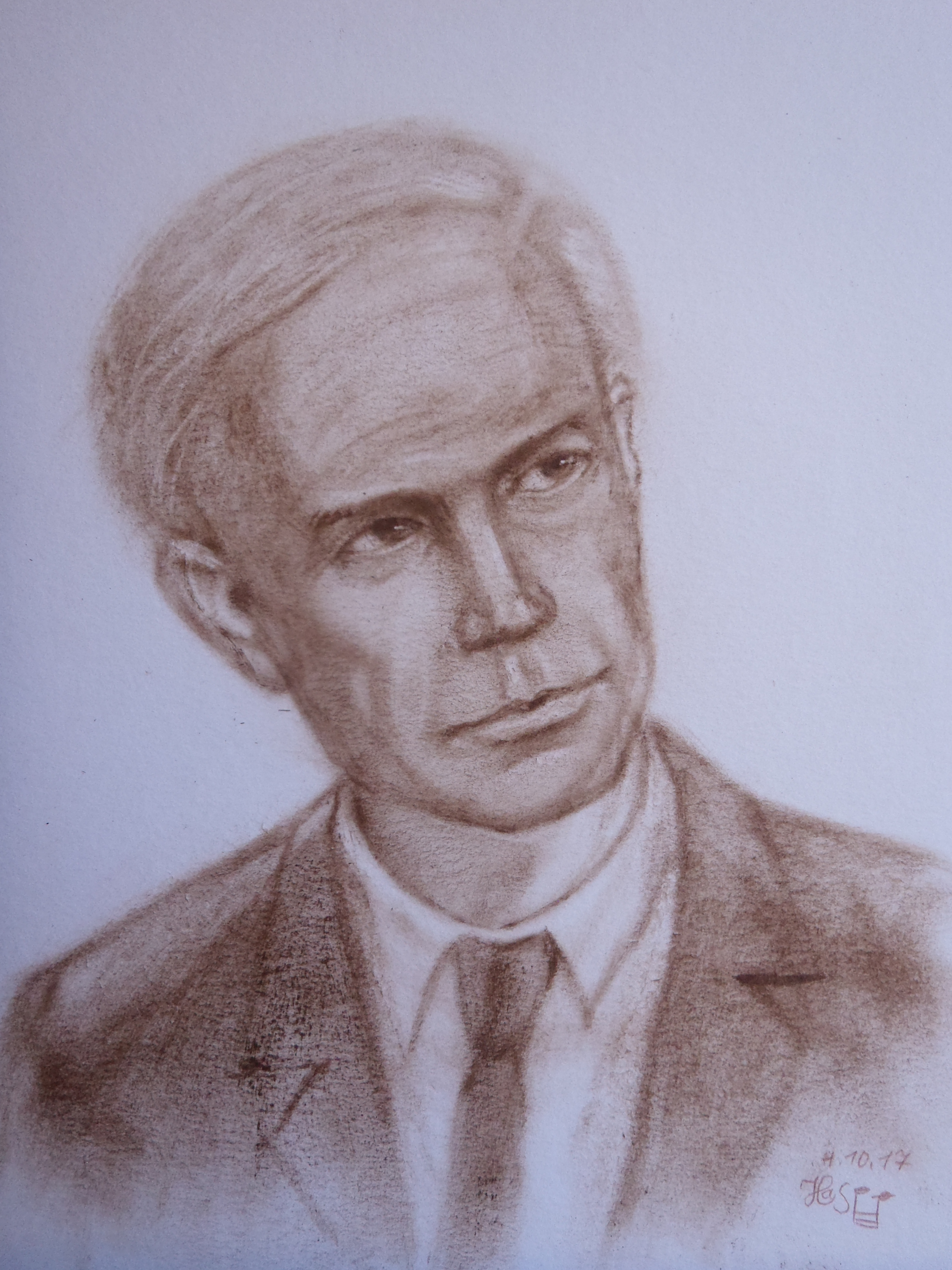
Kurt Overhoff

Kurt Overhoff (Wenen, 20 oktober 1902 - Salzburg, 16 november 1986) was een Oostenrijks dirigent en componist.
Hij begon als de assistent van Wilhelm Furtwängler, waarop hij dirigent werd in Heidelberg (1932 - 1940). Hij had veel contact met de familie van Richard Wagner, waardoor hij dirigent werd van het Bayreuth Symphony Orchestra. Hij heeft ook individueel les gegeven in de Verenigde Staten, voordat hij leraar werd op het Mozarteum in Salzburg.
- Gemeinsame Normdatei: 117191493
- International Standard Name Identifier: 0000 0000 8210 775X
- Library of Congress Control Number: n84118584
- Nationale Bibliotheek van Israël: 987007278495605171
- SNAC: w6wj6nk5
- Système universitaire de documentation: 118555332
- Virtual International Authority File: 27842068
- WorldCat: E39PBJjtcmtxFmqH4Vh7VVbDbd